# A Nest Unfeathered
A Nest Unfeathered è un cortometraggio muto del 1914. Il nome del regista non viene riportato nei credit del film che si basa su un soggetto di Minnie Krakauer.

## Produzione
Il film fu prodotto dalla Biograph Company.

## Distribuzione
Distribuito dalla General Film Company, il film - un cortometraggio in una bobina - uscì nelle sale cinematografiche statunitensi il 14 febbraio 1914.
Non si conoscono copie ancora esistenti della pellicola che viene considerata presumibilmente perduta.